# Nicolas Maurice Chompré
Pour les articles homonymes, voir Nicolas Maurice, Maurice et Chompré.
Nicolas Maurice Chompré, né à Paris le 23 septembre 1750 et mort le 24 juillet 1825 à Ivry-sur-Seine, est un administrateur et diplomate français, également mathématicien et physicien. 

## Biographie
Fils de Pierre Chompré, il occupe plusieurs postes diplomatiques ainsi que différents emplois dans plusieurs ministères. Il est notamment directeur de la Correspondance générale à la division des Mines et de l'Agriculture du contrôleur général des Finances, Henri Léonard Bertin, entre 1777 et 1786. Outre plusieurs ouvrages pédagogiques, il est l'auteur de mémoires sur le galvanisme et il a traduit également divers ouvrages de l'anglais et de l'italien.

## Principales publications
- Traité de la sphère appliquée à la géographie, contenu dans Éléments d'arithmétique, d'algèbre, et de géométrie, cours d'études à l'usage des élèves de l'École royale militaire, par Charles Batteux (1777)
- Nouveaux Éléments d'arithmétique, d'algèbre et de géométrie (2 volumes, 1785)
- Méthode la plus naturelle et la plus simple d'enseigner à lire (1813)
- Manière tout à fait nouvelle d'enseigner et d'étudier la langue latine (1825)
- La Jacotomachie, ou le Pour et le contre de la méthode Jacotot, et conclusions sur cette méthode (1829)

Traductions
- Antonio Cagnoli : Traité de trigonométrie rectiligne et sphérique, contenant des méthodes et des formules nouvelles, avec des applications à la plupart des problèmes de l'astronomie (1786)
- Thomas Nugent : Nouveau Dictionnaire portatif des langues française et anglaise (2 volumes, 1805)
- Thomas Thomson : Tables de réduction des mesures et poids d'Angleterre aux mesures de France, contenu dans Système de chimie (1809)
- William Blackstone : Commentaires sur les lois anglaises (6 volumes, 1822-1823)

Correspondance
- Lettres à Boissy d'Anglas (1774-1780), contenu dans Inédits de correspondances littéraires, G.T. Raynal, 1751-1753, N.M. Chompré, 1774-1780, textes établis et annotés par Émile Lizé et Élisabeth Wahl, Champion, coll. « Correspondances littéraires érudites, philosophiques, privées ou secrètes, III », Paris, vol. III, 1988

## Sources biographiques
- Pierre Larousse, Grand Dictionnaire universel du XIXe siècle, vol. IV, 1869.